# Domínio do tempo
Domínio do tempo é um termo usado em análise de sinais para descrever a análise de funções matemáticas com relação ao tempo. No domínio do tempo, o valor da função é conhecido em cada instante, no caso de tempo contínuo, ou em vários instantes separados, no caso de tempo discreto.
O osciloscópio é uma ferramenta comumente usada para visualizar sinais do mundo real no domínio do tempo, enquanto um analisador de espectro é uma ferramenta usada para visualizar sinais no domínio da frequência. Falando não tecnicamente, um gráfico no domínio do tempo mostra como um sinal varia ao longo do tempo; em contraste, um gráfico no domínio da frequência, comumente chamado de espectro de frequências, mostra quanto do sinal reside em cada faixa de freqUência. 